# Chōkidōin Vander
Pour les articles homonymes, voir Vander.
Vander (超機動員ヴァンダー, chōkidōinvandā) est un manga de Masakazu Katsura, prépublié à partir de fin 1985 dans Weekly Shōnen Jump et publié en volumes en 1987 par Shueisha (réédité en 1995 et en 2001). Il comporte dix-huit scènes et une cachée

## Résumé de l’histoire
Dans les années 1980, une météorite tombe sur Terre et marque l’arrivée d’extraterrestres violents, capables de se transformer et possédant de nombreux pouvoirs. Pour les combattre, la police met au point des armures de combat.
Deux ans plus tard, cette armure est dépassée, et son successeur est créé : surnommée « Vander », cette arme utilise l’énergie de l’amour entre un homme et une femme.
Minaho Morimura est l’une des recrues pour ce programme. Le premier test avec un lieutenant échoue, et dépitée elle part s’amuser dans un parc d'attractions, entraînant sur une grande roue Hiroshi Fujieda, adolescent qu’elle ne connaît absolument pas et qui a la phobie des jeunes femmes.
Soudainement un extraterrestre attaque. Ne voulant pas mourir, Minaho embrasse de force Hiroshi, les deux fusionnent en Vander et abattent le monstre.
Hiroshi, qui rêve depuis toujours d’être policier, accepte alors, malgré sa phobie, de faire équipe avec Minaho pour lutter ensemble.

## Personnages
- Minaho Morimura (森村 みなほ, Morimura Minaho?) : à dix-neuf ans elle est toujours pleine d’énergie, et rêve de trouver un petit ami idéal. Elle tombe facilement amoureuse, mais ne parvient jamais à sortir avec un garçon.
- Hiroshi Fujieda (藤枝 弥紫, Fujieda Hiroshi?) : adolescent qui a la phobie des femmes, il rêve d’être policier. Il est extrêmement doué aux jeux vidéo.
- Genji Yamanari (山鳴 巌次, Yamanari Genji?) : chef de la police, il a sous sa responsabilité le projet Vander. Détestant Hiroshi, il va tenter d’utiliser sa phobie pour lui faire quitter la police.
- Toshio Sawada (沢田 敏男, Sawada Toshio?) : chercheur, il est l’inventeur des tenues de combat de la police.
- Keiko Okamoto (岡本 慶子, Okamoto Keiko?) : policière, elle est une des personnes utilisant la première génération de tenues de combat.